# Portico di Caserta
Portico di Caserta è un comune italiano di 7 719 abitanti della provincia di Caserta in Campania.

## Geografia fisica
Geograficamente è situato in zona di Terra di Lavoro. Il clima è mite ed in inverno è rarissimo che la temperatura scenda sotto lo 0 °C oppure che nevichi. La superficie territoriale è pari ad ettari 191 corrispondenti a 1,91 km².

## Origine del Nome
È ampiamente accettato che le prime presenze significative nel territorio di Portico di Caserta risalgano all'epoca romana. La conformazione del territorio, con tracce di divisione agraria (centuriazione), suggerisce un'intensa attività agricola e organizzazione territoriale romana.
Toponimo: L'ipotesi più accreditata per l'origine del nome "Portico" è che derivi dal latino "porticus" (portico). Questo potrebbe riferirsi a diverse possibilità:
1) La presenza di un grande portico, forse parte di una villa romana ( località Musicile), il centro abitato si sarebbe sviluppato "all'ingresso" o "sotto il portico" di questa struttura.
2) Un portico inteso come luogo di passaggio o confine, dato che il territorio era attraversato da importanti vie di comunicazione fin dall'antichità.
3) Una possibile connessione con la famiglia romana dei Porci o Portii, che potrebbero aver avuto possedimenti nella zona.

## Storia
Le origini di Portico di Caserta affondano nell'antichità, sebbene le prime attestazioni documentarie certe risalgano al Medioevo. 
• Epoca Romana: Si ritiene che il territorio di Portico fosse già abitato in epoca romana, data la sua posizione strategica lungo importanti vie di comunicazione e la fertilità del suolo. Probabilmente vi erano insediamenti rurali o ville rustiche. La toponomastica stessa, secondo alcune interpretazioni, potrebbe derivare da "Porticus", forse in riferimento a un'antica struttura porticata o a un punto di passaggio.
• Medioevo: Il nome "Portico" compare in documenti medievali a partire dal X-XI secolo. In questo periodo, l'area era sotto l'influenza di diverse signorie locali e abbazie. La formazione del nucleo abitato attuale è legata probabilmente allo sviluppo di centri agricoli fortificati per proteggersi dalle incursioni e dalle lotte feudali. Si ha notizia della presenza di piccole chiese e insediamenti rurali che gradualmente si consolidarono.
• Età Moderna: Durante il Regno di Napoli, Portico di Caserta seguì le sorti delle vicine città. Fu spesso feudo di diverse famiglie nobiliari. La sua economia rimase prevalentemente agricola, con la coltivazione di cereali, viti e ulivi. La vicinanza alla Reggia di Caserta, la cui costruzione iniziò nel XVIII secolo, portò indirettamente un certo sviluppo anche nei territori circostanti, sebbene Portico rimase un centro di modeste dimensioni.
• Unità d'Italia e XX Secolo: Con l'Unità d'Italia, Portico di Caserta divenne un comune autonomo. Nel corso del XX secolo, l'agricoltura continuò a essere la principale attività economica, ma si assistette a un graduale sviluppo di piccole imprese e attività commerciali. Nel secondo dopoguerra, il comune ha conosciuto un aumento demografico e un'espansione urbanistica, spesso legata alla vicinanza con Caserta e all'espansione dell'area metropolitana campana. Dal 1º gennaio 1929, per disposizione del Regio Decreto n. 2548 del 18 ottobre 1928, a seguito della soppressione della provincia di Terra di Lavoro, il comune di Portico di Caserta e quello vicino di Macerata Campania furono riuniti in un unico comune denominato Casalba, dal nome dell'antica frazione di Macerata, con sede municipale a Macerata Campania ed inserito nella provincia di Napoli. Successivamente, con Decreto Legislativo Luogotenenziale n. 192 del 29 marzo 1946, si dispose la ricostituzione dei due comuni, Portico di Caserta e Macerata Campania, e dal 30 giugno 1946 essi riacquistarono la propria autonomia e il territorio pertinente ed inseriti nella neonata provincia di Caserta.
La cittadina è nota anche come "Paese dei Bottari", un riconoscimento ottenuto nel 2022 dal consiglio comunale. Questo appellativo celebra la profonda devozione dei cittadini per la Festa di Sant'Antonio Abate, una delle celebrazioni più sentite e importanti del luogo, caratterizzata proprio dalla tradizione dei Bottari.

### Simboli
Lo stemma e il gonfalone sono stati concessi con DPR del 21 maggio 1958.
Il gonfalone è un drappo troncato di azzurro e di bianco.

## Monumenti e luoghi d'interesse
Tra le testimonianze storico-architettoniche presenti nel capoluogo comunale figura la chiesa parrocchiale di San Pietro Apostolo, che presenta l'aspetto conferitole nel Seicento, quando venne completamente rifatta; vale la pena di menzionare anche l'ottocentesca chiesa di San Marcello, situata in località Musicile.

## Società

### Evoluzione demografica
Abitanti censiti

### Tradizioni Religiose e Folclore

#### Sant'Antuono
Famosissima è la festa di Sant'Antonio Abate festeggiata tra il 29 e il 31 gennaio, per la manifestazione "Carri, Ritmi e Pastellessa".                                Si tratta di veri e propri carri a forma di barche adornati da palme e con volti di spiriti maligni, tipica rappresentazione che sta a raffigurare la liberazione del male attraverso il "suono" prodotto dai bottari sul carro, trainati da trattori e sui quali gli abitanti suonano strumenti risalenti alla cultura contadina del paese (Botti, Tini e Falci).                     Una festa antica ma paradossalmente così attuale che vede ogni anno affiorare tra le strade del paese migliaia di persone provenienti da tutta la Campania, e non solo, per vedere le battuglie suonare e muoversi a ritmo di "Pastellessa".                                               I Bottari di Portico sono divenuti col tempo sempre più famosi fino a raggiungere l'attuale posizione internazionale con tournée in tutta Europa insieme al musicista e cantautore Enzo Avitabile.

## Cultura

### Istruzione
A Portico di Caserta sono presenti istituti di scuola dell'infanzia, scuola primaria e scuola secondaria di primo grado, con tanto di biblioteca comunale,  non ci sono invece istituti superiori o università.

## Economia
L'economia si sviluppa principalmente con la coltivazione del tabacco, essendo uno dei maggiori produttori della zona. Inoltre nel comune di Portico di Caserta è presente una zona industriale con svariate aziende operanti nel settore metallurgico, metalmeccanico, trasporto merci e logistica.

## Infrastrutture e trasporti
Il comune è raggiungibile in auto provenendo dall'A1 uscendo indistintamente ai caselli "Caserta Nord" o "Caserta Sud". Le stazioni ferroviarie più vicine sono quelle di Recale e Marcianise. I mezzi pubblici della CLP collegano il paese con Caserta, Santa Maria Capua Vetere e Marcianise.

## Amministrazione
| Periodo | Periodo   | Primo cittadino     | Partito                                | Carica      | Note |
| ------- | --------- | ------------------- | -------------------------------------- | ----------- | ---- |
| 1984    | 1989      | Luigi Maietta       | Partito Socialista Italiano            | Sindaco     |      |
| 1989    | 1990      | Daniela Chemi       |                                        | commissario |      |
| 1990    | 1995      | Agostino Roggiero   | Democrazia Cristiana                   | Sindaco     |      |
| 1995    | 1999      | Carlo Iodice        | Partito Democratico della Sinistra     | Sindaco     |      |
| 1999    | 2003      | Carlo Iodice        | L'Ulivo                                | Sindaco     |      |
| 2003    | 2004      | Mario Vasco         |                                        | commissario |      |
| 2004    | 2008      | Carlo Piccirillo    | Lista Civica (Forza Italia)            | Sindaco     |      |
| 2008    | 2009      | Vittoria Ciaramella |                                        | commissario |      |
| 2009    | 2014      | Carlo Piccirillo    | Lista Civica (Il Popolo della Libertà) | Sindaco     |      |
| 2014    | 2016      | Gerardo Massaro     | Lista Civica                           | Sindaco     |      |
| 2016    | 2017      | Aldo Aldi           |                                        | commissario |      |
| 2017    | 2022      | Giuseppe Oliviero   | Lista Civica                           | Sindaco     |      |
| 2022    | in carica | Giuseppe Oliviero   | Lista Civica                           | Sindaco     |      |

## Galleria d'immagini

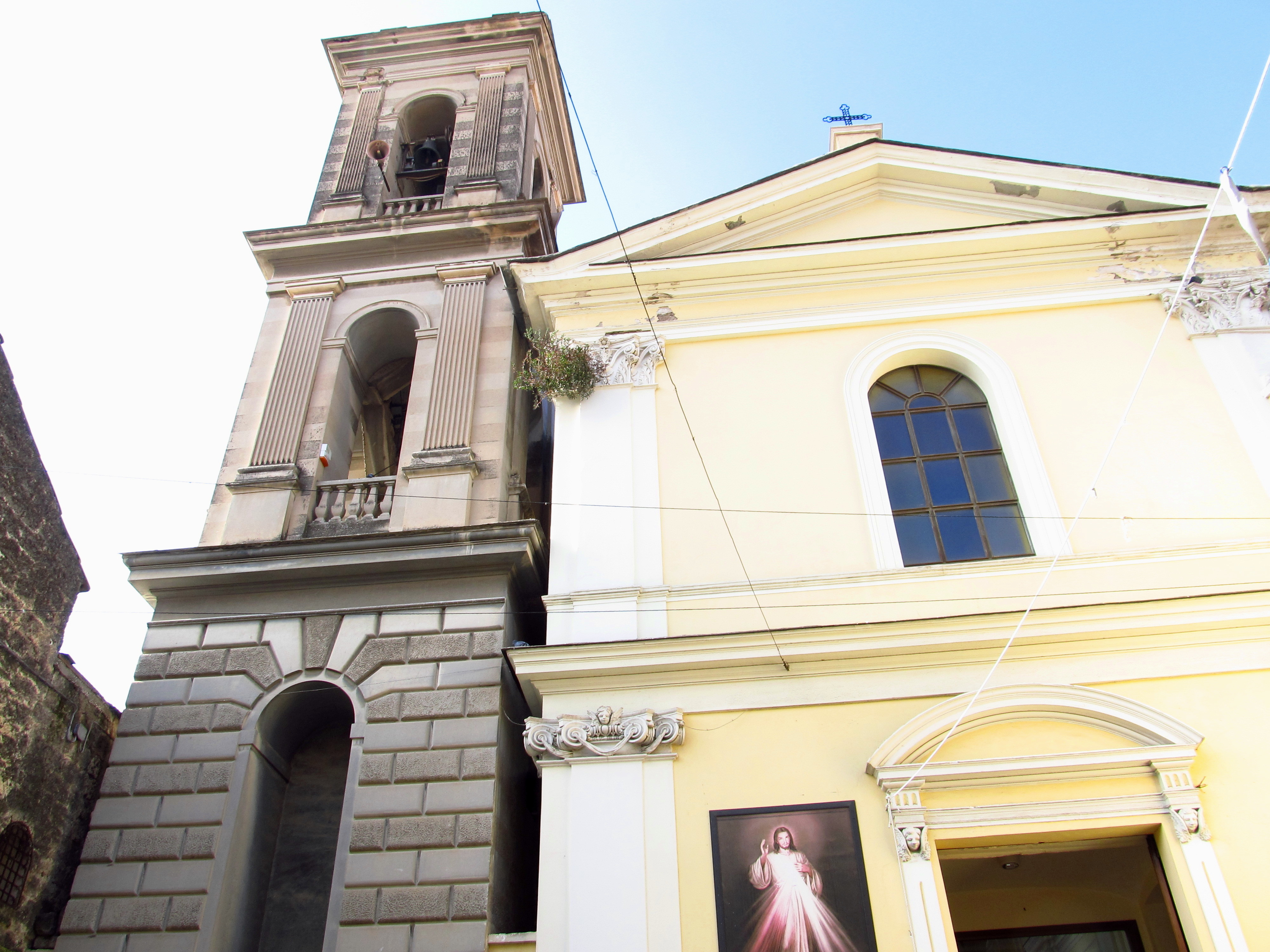
Chiesa San Pietro Apostolo, XVI - XVIII - XX secolo.
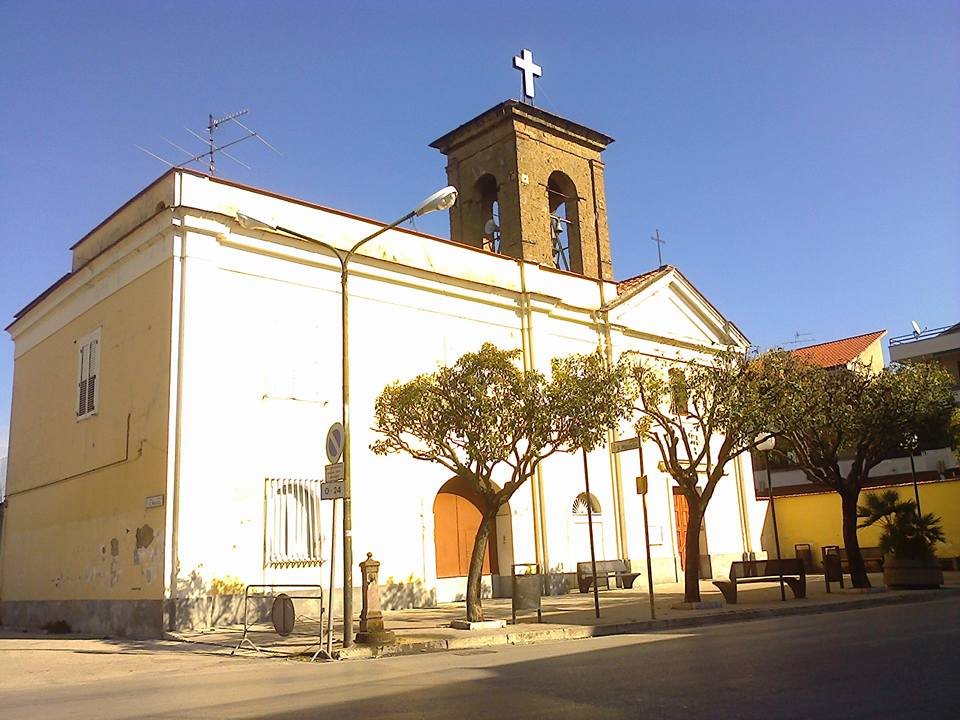
Musicile, chiesa di San Marcello Martire nell'omonima piazza, XVI - XIX secolo.
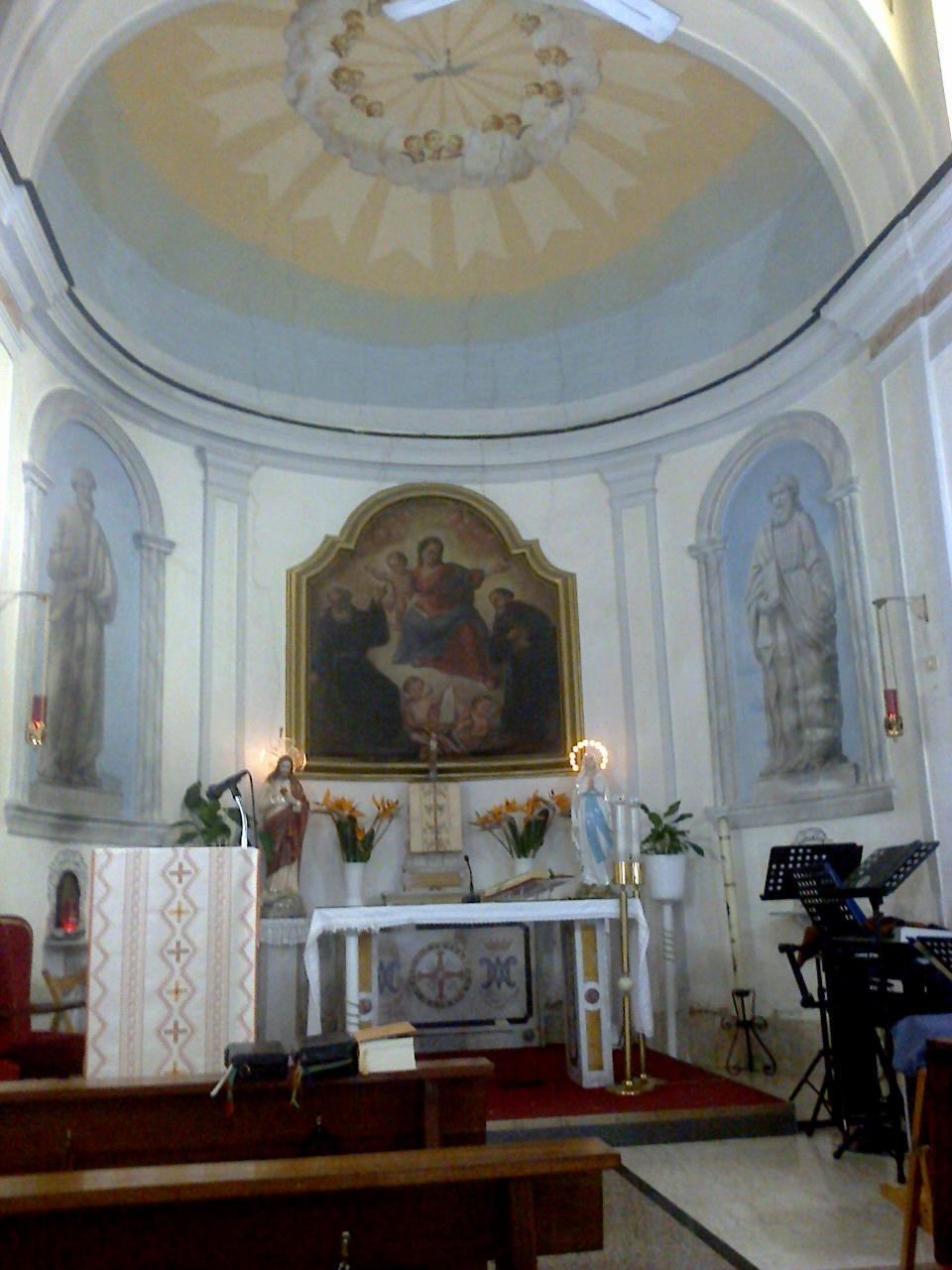
Musicile, abside della chiesa di San Marcello Martire
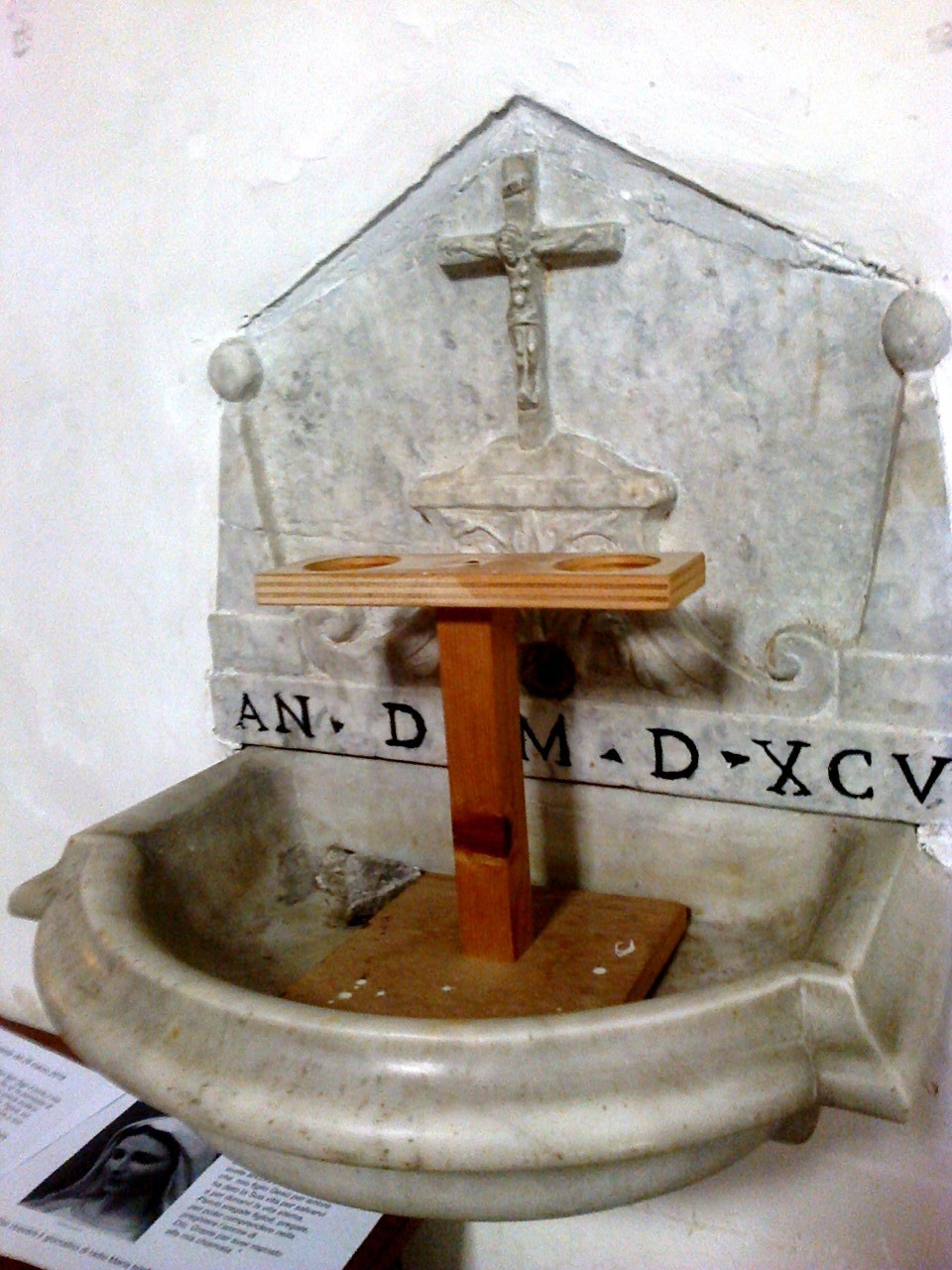
Lavabo del 1595 del sacello di Musicile